# 1966 في البرتغال
فيما يلي قوائم الأحداث التي وقعت خلال عام 1966 في البرتغال.

## رياضة
- 1 يناير – الدوري البرتغالي الممتاز 1966–67 الفائز .

## مواليد

### يناير
- 1 يناير – جواو بيدرو رودريغوس
- 7 يناير – خورخي مينديز
- 18 يناير – خوسيه ميغيل ريبيرو
- 27 يناير – لويس باروسو

### فبراير
- 20 فبراير – لويس فيريرا
- 28 فبراير – باولو فوتري لاعب كرة قدم برتغالي.
- 28 فبراير – ماركو فيريرا لاعب كرة قدم برتغالي.

### مارس
- 18 مارس – نونو ميلو سياسي برتغالي.
- 22 مارس – أنطونيو بينتو

### مايو
- 20 مايو – دورا مغنية برتغالية.
- 31 مايو – إلسا أمارال منافِسة أوليمبية برتغالية.

### يونيو
- 11 يونيو – ماريو سيلفا سياسي كندي.

### يوليو
- 5 يوليو – أنطونيو كايتانو

### أغسطس
- 2 أغسطس – خوسيه مارتينز لاعب كرة قدم برتغالي.
- 9 أغسطس – جواو سيلفا
- 10 أغسطس – دوارتي فريتاس سياسي برتغالي.

### سبتمبر
- 20 سبتمبر – نونو بيتنكورت

### أكتوبر
- 5 أكتوبر – بيتر فونسيكا سياسي كندي.
- 10 أكتوبر – كويم ماتشادو

### نوفمبر
- 5 نوفمبر – فرناندو مينديز لاعب كرة قدم برتغالي.
- 8 نوفمبر – كارلوس خورخي لاعب كرة قدم برتغالي.
- 25 نوفمبر – بالتاسار ريجو سيفري لاعب كرة قدم برتغالي.
- 29 نوفمبر – مارتا موريرا

### ديسمبر
- 1 ديسمبر – أنطونيو باتشيكو

## وفيات

### يناير
- 1 يناير – ألبينو سوزا كروز (مواليد 1869) رائد أعمال برازيلي.

### ديسمبر
- 5 ديسمبر – لوتشيانو فيرنانديز (مواليد 1940) لاعب كرة قدم برتغالي.